# Храм Серафима Саровского (Серпухов)
Храм преподо́бного Серафи́ма Саро́вского (Церковь Пресвято́й Богоро́дицы в Ста́рой Мы́зе, Богоро́дицкая церковь, Серафи́мовская церковь, Серафимосаро́вская церковь) — православный храм в городе Серпухове Московской области.
Расположен в северной части города, на улице Пушкина, на территории Серпуховского автомобильного завода.

## История
В 1914 году на территории принадлежавшего семье предпринимателей Коншиных комплекса фабричных зданий, возведённого в неорусском стиле, открыта богадельня.
 При богадельне в 1915 году на средства, завещанные Александрой Ивановной Коншиной строится каменная церковь, изначально носившая название Богородицкой. Первоначально в храме планировалось устроить приделы Иоанна Лествичника и Царицы Александры. Проект разработан архитектором Иваном Сергеевичем Кузнецововым. В закладке первого камня богадельни и храма в Серпухов прибыл митрополит Макарий (Невский), епископ Серпуховский Арсений (Жадановский) и другие представителя церкви и городской власти. Храм не был завершен полностью и не освящался. После октябрьской революции здание стояло незавершенным, пока в 1929 году не приняли решения о размещении в зданиях богадельни трудового лагеря НКВД для несовершеннолетних, а в дальнейшем для создания промышленного предприятия, которое будет известно как «Серпуховский автомобильный завод». В советское время храм лишен крестов, окружён пристройками и приспособлен для нужд производства. В документах числится Серафимовской церковью.

## Архитектурные особенности
Сооружение представляет собой крупный пятикупольный храм с закомарным покрытием в неорусском стиле, окруженный корпусами богадельни. Храм соединяется с соседними зданиями крытыми переходами. Здание церкви является доминирующим над комплексом. Считается, что прообразом создания такого храма служат отличающиеся строгостью и монументальностью форм Новгородские церкви XIV—XVI веков. Вероятно, аналогом храма выступила другая работа архитектора И. С. Кузнецова - церковь Воскресения Христова в селе Тезино, сейчас входит в состав города Вичуги. Церковь является частью архитектурного комплекса, включавшего в числе прочих складской корпус в виде крепостной стены с башней, контору напоминающую формами дворец царевича Димитрия в Угличе.
Особый интерес представляет сама идея создания в России фабричного посёлка вне старого города, характерная скорее для британских фабрикантов второй половины XIX века.

## Духовенство
- Настоятель храма — священник Олег Журба[5]